# Hiltensweiler (Tettnang)
Hiltensweiler ist ein Dorf, das zur Ortschaft Langnau und damit zur baden-württembergischen Stadt Tettnang im Bodenseekreis gehört.

## Lage
Der Ortsteil Hiltensweiler liegt etwa sieben Kilometer südöstlich der Tettnanger Stadtmitte, auf einer Höhe von 492 m ü. NHN, oberhalb des Argentals, zwischen Langnau im Norden, Oberwolfertsweiler im Südwesten und Götzenweiler am Muttelsee im Süden.

## Sehenswürdigkeiten

### Kirche St. Dionysius
Markanter Punkt in der Ortsmitte Hiltensweilers ist die Kirche der katholischen Pfarrgemeinde St. Dionysius mit der Arnoldskapelle. Die dem heiligen Dionysius Areopagita gewidmete Kirche ist in ihrem Kern romanisch, der Turm wird in das 13. Jahrhundert datiert. Ihre herausragenden Ausstattungsstücke sind das Hochaltargemälde des Bolognesers Camillo Procaccini (~1555–1629) und die von Andreas Brugger geschaffenen Kreuzwegstationen.
Die Arnoldskapelle ist die Grabkapelle des Arnold von Hiltensweiler und seit 1793 – damals wurde das Kloster Langnau auflöst – auch der Grafen von Montfort.
In einem Glasschrein der Kapelle ruhen, reich verziert, die Gebeine des Hl. Valentin.

### Glaubensweg

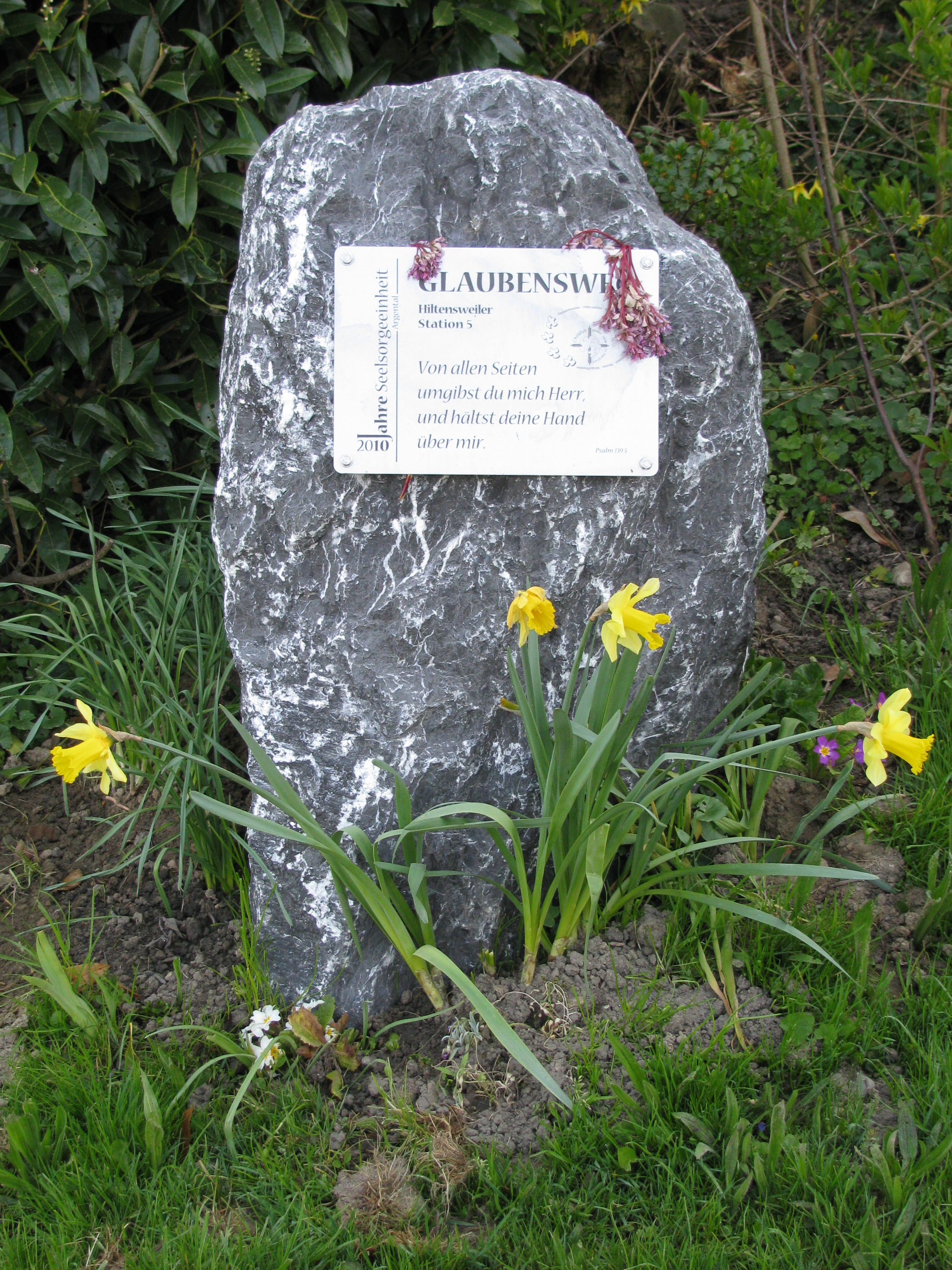
Stein an Station 5

Die Seelsorgeeinheit Argental, ein Zusammenschluss der katholischen Pfarreien Goppertsweiler, Hiltensweiler, Krumbach, Laimnau, Neukirch, Obereisenbach, Tannau und Wildpoltsweiler, hat zu ihrem zehnjährigen Bestehen 2010 in den jeweiligen Orten einen Glaubensweg angelegt. An fünf Stationen sind in Hiltensweiler und den umliegenden Weilern große Natursteine aufgestellt. An jedem dieser Steine ist eine Tafel mit dem Logo der Seelsorgeeinheit und einem Spruch oder Vers angebracht.
- Station 1, an der Kirchenmauer in Hiltensweiler: „Jesus Christus spricht: Ich bin der Weg, die Wahrheit und das Leben, niemand kommt zum Vater denn durch mich.“ (Johannes 14, 6)
- Station 2, Straße nach Rattenweiler: „Herr deine Güte reicht so weit der Himmel ist, deine Treue so weit die Wolken ziehn.“
- Station 3, Kapelle in Wielandsweiler: „Befiehl dem Herrn deine Wege, vertrau ihm, er wird es fügen.“ (Psalm 37, 3–5)
- Station 4, Abzweig nach Wettis: „Geh deinen Weg ruhig inmitten von Lärm und Hast, und wisse, welchen Freiden die Stille schenken mag.“
- Station 5, in Oberwolfertsweiler (Bild): „Von allen Seiten umgibst du mich Herr, und hältst deine Hand über mir.“ (Psalm 139, 5)

## Bildungseinrichtungen
Die 1960 erbaute Ritter-Arnold-Grundschule mit Turnhalle und kleinem Sportplatz, sowie einem Festsaal mit Bühne, wird seit Anfang 2016 als Räumlichkeiten des Kath. Kindergarten St. Josef Hiltensweiler genutzt.
Die Grundschule zog im selben Zeitraum in das Gebäude der ehemaligen Werkrealschule Argentalschule Laimnau im Ortsteil Laimnau.

## Verkehr
Hiltensweiler ist mit den Linien 235 (Kressbronn-Hiltensweiler), 246 (Laimnau-Hiltensweiler) und 7546 (Tettnang-Wiesertsweiler) des Bodensee-Oberschwaben Verkehrsverbunds (bodo) in das öffentliche Nahverkehrsnetz eingebunden.
Durch Hiltensweiler verlaufen mehrere von der Stadt Tettnang ausgeschilderte Wanderwege sowie die erste Etappe des Jubiläumswegs Bodenseekreis. Diese führt vom Kressbronner Bahnhof nach Neukirch.